# Восточный Цаво
Восто́чный Ца́во (англ. Tsavo East National Park) — один из старейших и крупнейших национальных парков в Кении. Расположен на юго-востоке Кении, между городом Найроби и прибрежными равнинами, к северо-востоку от реки Ати, автомобильной дороги Найроби — Момбаса и железной дороги. К юго-западной границе примыкает национальный парк Западный Цаво. Национальный парк Цаво в бассейнах рек Ати и Цаво основан в апреле 1948 года, в Восточной и Прибрежной провинциях, в 1949 году разделён на Восточный и Западный Цаво в административных целях. Восточный Цаво занимает площадь 11 741 км². Вместе с Западным Цаво образует один из крупнейших национальных парков в мире и занимает площадь около 4 % всей территории страны.
Ландшафт Восточного Цаво представлен полупустынным плато (высотой от 300 до 2500 м), растительность — редколесной (парковой) саванной с зарослями колючих кустарников, где преобладают баобабы, различные виды молочаев и акаций, а также болотистой местностью возле реки Вои.

## Фауна
Является резерватом животных. Животный мир заповедника очень разнообразен. Здесь обитают: саванные слоны, чёрные носороги, обыкновенные бегемоты, африканские буйволы, различные виды антилоп (малый куду, орикс, импала и другие), львы, леопарды, гепарды, зебры, жирафы, сервалы, пятнистые гиены, страусы, газели. Также на территории парка гнездятся более 500 (450) видов птиц, включая перелётных, поселяющихся здесь с конца октября по январь. Также здесь обитают и оседлые виды: пальмовый гриф, многие виды ткачиков.
- Ворота при въезде в национальный парк
- Слоны, переходящие дорогу
- Бабуины в саванне
- Дорога в парке